# Snipex Alligator
O Snipex Alligator é um fuzil antimaterial de ação por ferrolho, alimentado por carregador, com câmara para o cartucho 14,5×114mm, fabricado pela XADO Holding Ltd.

## Projeto
O fuzil de repetição alimentado por carregador de grande calibre Snipex Alligator, de longo alcance, foi projetado para atingir alvos móveis e fixos: veículos, sistemas de comunicação e defesa aérea, aeronaves em áreas de estacionamento, posições defensivas fixas fortificadas, abrigos subterrâneos, etc. O carregador tipo cofre é destacável e comporta cinco cartuchos de munição. Ele foi projetado para penetrar 10 mm de blindagem a uma distância de 1.500 m.
O fuzil foi projetado para atender a todos os requisitos de tiro de alta precisão. O travamento do cano é obtido por meio de um ferrolho rotativo. O fuzil demonstra um nível aceitável de recuo durante o tiro. O recuo é suprimido pelo freio de boca, pelo isolador de recuo, por uma ombreira elástica multicamadas e pelo peso perfeitamente equilibrado.
O fuzil possui um apoio para a bochecha com altura ajustável, que pode ser posicionado para tiro com a mão direita ou esquerda. Para facilitar a mira, o fuzil é equipado com um bipé dobrável e um suporte traseiro ajustável, permitindo um ajuste preciso. Possui um trilho Picatinny com inclinação de 35 minutos de arco no qual vários dispositivos de mira podem ser montados.

## História
O fuzil foi apresentado pela primeira vez em junho de 2020 na página oficial da Snipex no Facebook. Em julho, o primeiro vídeo de apresentação foi exibido no canal oficial da XADO no YouTube. Com base nos resultados dos exames estaduais, o fuzil Snipex Alligator calibre 14,5x114 mm foi adotado extraoficialmente pelas Forças Armadas da Ucrânia em 2020 e oficialmente em 2 de março de 2021.
O Alligator foi usado pelas forças ucranianas durante a invasão russa da Ucrânia em 2022. Um tiro quase recorde foi registrado em novembro de 2022, a uma distância confirmada de 2.710 m.

## Operadores
- Ucrânia: Forças Armadas da Ucrânia[1][6]